# 호조 마키
호조 마키(일본어: 北条 麻妃, 1978년 12월 21일 ~ )는 일본의 성인 비디오 여배우이다.
2006년 시라이시 사유리(白石 さゆり)란 예명으로 일본 AV업계에 데뷔했다. 데뷔작은 처음인 유부녀, 평범한 미인 유부녀가 AV에 첫 출연할 때(일본어: 初めての人妻さん 普通の美人妻が初めてAVに出演する時)이다.
2009년 4월 소속사의 변경으로 호조 마키라는 새 예명으로 작품활동을 잇고 있다. 개명 후 첫 작품은 유혹, 여교사. 호조 마키(일본어: 誘惑、女教師。北条麻妃)이다.
2011년 6월 20일 임지훈의 솔로 앨범 ‘오르간, 오르가즘(Organ Orgasm)’의 재킷 표지 촬영차 방한 하였다. 이외에도 맥심 코리아, GQ 등 남성잡지 게재용 화보촬영을 하였다.

## 출연작품

### 시라이시 사유리(白石さゆり) 명의
- 처음인 유부녀, 평범한 미인 유부녀가 AV에 첫출연할 때(初めての人妻さん 普通の美人妻が初めてAVに出演する時-5월 13일, 타메이케 고로)
- 유부녀 감상 서클 특별편 유부녀가 처음 남앞에서 섹스할 때(人妻鑑賞サークル 特別編 人妻が初めて人前でセックスする時-7월 13일, 타메이케 고로)
- 이웃 유부녀 시라이시 사유리(隣の人妻 白石さゆり-8월 13일, 타메이케 고로)
- 형수 시라이시 사유리(兄嫁 白石さゆり-9월 13일, 타메이케 고로)
- 유부녀가 섹스를 개발하는 영상(人妻がセックスを開発されるビデオ-10월 13일,타메이케 고로)
- 사랑스러운 사람 시라이시 사유리(愛しい人 白石さゆり-11월 13일, 타메이케 고로)
- 아름다운 얼굴 시라이시 사유리(美顔 白石さゆり-12월 13일, 타메이케 고로)

- 계모간통 나와 계모의 비밀(義母姦 僕と義母さんの秘密-1월 25일, 마돈나)
- 나의 아줌마(僕のおばさん-2월 25일,마돈나)
- 사랑하는 남편의 눈앞에서… ~미인 아내 수치 능욕~(愛する夫の目の前で… ~美人妻羞恥凌辱~-3월 25일,마돈나)
- 상사의 부인(上司の奥さん-4월 25일, 마돈나)
- 음란 미망인(淫乱未亡人-4월 25일,마돈나)
- 시라이시 사유리 베스트(白石さゆりベスト-5월 13일,타메이케 고로)
- 계모 사유리(義母さゆり-6월 13일, 타메이케 고로)
- 페라 베스트 30 연발(ェラベスト30連発-6월 13일, 타메이케 고로)
- 마돈나 학원 Special~용서받지 못할 사랑과 성~…(マドンナ学園Special ~許されざる愛と性~…-6월 25일,마돈나)
- 숙녀의 밤, 애니멀 섹스(淑女の夜、アニマルセックス-7월 1일,아니말리조)
- 여교사 사유리(女教師さゆり-7월 13일,타메이케 고로)
- 의리 자매~아름다운 여자들의 은밀한 욕망~(義理姉妹 ~美しき女たちの秘めた欲望~-7월 25일,마돈나)
- 하이퍼 디지털 모자이크 Vol.067(ハイパーデジタルモザイクVol.067-10월 1일,무디즈)
- 시라이시 사유리가 소프양이라면 ~유부녀가 남편에게 비밀 아르바이트~(白石さゆりがソープ嬢だったら ~人妻が旦那に秘密でアルバイト~-10월 13일,타메이케 고로)
- 선생님의 부인(先生の奥さん-11월 13일,타메이케 고로)
- 계모노예(義母奴隷-12월 1일, 타메이케 고로)

- 여의사 사유리(女医さゆり-1월 13일 타메이케 고로)
- 미숙녀 화보(美熟女画報-2월 13일 타메이케 고로)
- 청소 아줌마(お掃除おばさん-3월 13일 타메이케 고로)
- 과격! 논스톱 LIVE - 엔드레스 퍽(過激！ノンストップLIVE -エンドレスファッカー-4월 1일 아니말리조)
- 계모의 유혹 아들의 눈앞에서…(義母の誘い 息子の目の前で…-4월 13일 타메이케 고로)
- 아름다운 여교사(麗しの女教師-4월 13일, MOODYZ)
- 사랑스런 선생님(愛しの先生-5월 13일 타메이케 고로)
- 발정 코스프레 연상 그녀와 매일매일 신혼생활(発情コスプレ年上彼女と日替わりニャンニャン新婚生活-5월 19일,CROSS)
- 隣家の女 ～となりのおんな～（2008年6月1日、溜池ゴロー） - 옆집 여자 ~ 이웃집 여자 ~ (2008년 6월 1일, 타메이케 고로)
- 드림 학원12 6시간 완전판(ドリーム学園12 6時間完全版-6월 1일,무디즈)
- 남편의 눈앞에서 범해져-감시받는 가정(夫の目の前で犯されて-監視された家-7월7일,아탁카즈)
- AANIMALIJO 미숙녀 6명의 농후 섹스 4시간(NIMALIJO 美熟女6人の濃厚セックス4時間-8월 1일,아니말리조)
- 숙녀견 사유리(熟女犬サユリ-8월 1일,타메이케 고로)
- 아름다움 중년 여인 레즈비언~젖어 피는 금단의 꽃잎~(美熟女レズビアン ~濡れて咲く禁断の花びら~-8월 7일,마돈나)
- 아름다운 숙녀와 흑인(美熟女と黒人-9월 7일,마돈나)
- 여기 마돈나 독신자 기숙사 방금 임대 불가능(こちらマドンナ独身寮・ただいま満室-10 월 7일,마돈나)
- 쇼와 애가-갖힌 새(昭和哀歌 ―籠の鳥―-10월7일,아탁카즈)
- 유부녀 노예 남편의 눈앞에서…(人妻奴隷 夫の目の前で…-11월 1일, 타메이케 고로)
- 기절미숙녀의 추악한 일상 날라리걸 지망의 젊은 아가씨, 사유리의 경우(悶絶美熟女の卑猥な日常 キャンギャル志望の若奥さま、さゆりの場合-11월 7일,마돈나)
- 친구의 어머니(友人の母-12월 1일, 타메이케 고로)
- 속・담장안에서 질리지 않는 여인들의 숙녀 전문 마돈나 감옥 (続・塀の中の懲りない熟女たち 熟女専門マドンナ刑務所-12월7일,마돈나）

- 아름다움 중년 여인 간호원(美熟女ナース-1월 1일, 타메이케 고로)
- 꿈의 일부 다처제(夢の一夫多妻-1월 13일, 무디즈)
- 여상사(女上司-2월 1일, 타메이케 고로)
- 최고의 자위를 위해(最高のオナニーのために-2월 13일,무디즈)
- 전체 절정 극치 노예(完全絶頂アクメ奴隷-2월 25일 다츠)
- 사모님 망상 극장 유부녀 시라이시 사유리, 지금…(奥様妄想劇場 人妻・白石さゆりは、今…-3월 1일,타메이케 고로)
- 드림 우먼 70(ドリームウーマン 70-3월 13일,무디즈)

- 정액 병동 24시(ザーメン病棟24時-1월 1일,무디즈)
- 매직 밀러호초고저스!농밀미숙녀역헌팅 이케부쿠로편(マジックミラー号 超ゴージャス!濃密美熟女逆ナンパ 池袋編(1월 7일,딥스DVDES-266)
- 마돈나 팬의 모 임미숙녀와 가는 혼욕 온천 버스 투어 5(マドンナファンの集い 美熟女と行く混浴温泉バスツアー 5-3월 25일,마돈나)
- 체벌 레즈비언 미인 여교사와 불행안 우등생(体罰レズビアン 美人女教師と薄幸の優等生-4월 19일,안나와 하나꼬)
- 「비밀욕실 자식의 뜨거운 욕탕」이 실재했다. 아이가 생기지 않는 발기부전의 남편이 아내를 다니게 할 수 있는 회원제 에스테틱에서는 젊은 마사지사가 아내를 임신시키는 질내 사정 서비스를 하고 있었다.(「秘湯 子宝の湯」が実在した。 子供に恵まれない勃起不全の夫が妻を通わせる会員制エステでは若いマッサージ師が妻を妊娠させる膣内射精サービスが行われていた。-4월 22일,SOD 클리에 실)
- 또 하나의 혼욕 온천 버스 투어 5(もう一つの混浴温泉バスツアー 5-4월 25일,마돈나)
- 미각 검은타이츠의 다리코기에발사 (美脚黒パンストの足コキ発射-5월 1일,완즈 팩토리) 나
- 바디 칸셔스 숙치녀에 범해지고 싶은 (ボディコン熟痴女に犯されたい-5월 25.니치비)
- 엄선한 손코키 유부녀편 7 (こだわりの手コキ 人妻編 7-5월 25일,하야부사 에이전시)
- 가정교사 레즈비언 나이차를 넘은 금단의 사랑(家庭教師レズビアン 年の差を越えた禁断の愛-6월 1일,무디즈)
- 너무 에스컬레이트하는 숙녀 5명, 당신의 자택에 돌격 방문.2 (エスカレートしすぎる熟女5人、あなたの自宅に突撃訪問。2-6월 11일,프레스테이지)
- 호조마키가 진짜 동정붓내림.(北条麻妃が本物童貞筆おろし-7월 8일,V&R프로덕션))
- 우리숙녀의 펠라치오 봐 주세요 어른 미인 40명의 극상 테크닉(私たち熟女のフェラチオ見てください 大人美人40人の極上テクニック-7월 23일, 패랭이 꽃)
- 졸업생으로 제일의 유명인 AV여배우 호조마키가 모교의 교단에 서는 호조마키(卒業生で一番の有名人AV女優北条麻妃が母校の教壇に立つ 北条麻妃-8월 5일,SOD 크리에이)
- Working Woman＇s Legs 08 대기업 종합 법률 사무소 근무 호조마키(Working Woman’s Legs 08 大手総合法律事務所勤務 北条麻妃-8월 13일,푸른 하늘 소프트)
- 엉덩이에 방명록이 써진 여교사 호조마키 (尻肉にカキコされし女教師 北条麻妃 -8월 19일,다카라 영상)
- 배덕아내 호조마키(背徳妻 北条麻妃-8월 20일,패랭이 꽃)
- 페라 코레 특별편 3 4시간 통째로 W페라(フェラコレ 特別編 3 4時間まるごとWフェラ-8월 25일,하야부사 에이전시)
- 나맨 할 수 없는 모퉁이 만오나니스트(我マンできない角マンオナニスト-9월 13일,막스형제)
- 고민씨가 익사하기 전까지 쾌락 페니스를 근본까지 넣어 준 미숙녀(苦悶し溺れ死にする前に快楽肉棒を根本まで入れてもらった美熟女-9월 23일,히비노)
- 청소에 관련되는 애로이야기(お掃除にまつわるエロなお話-9월 23일,AROUND)
- 타메이케 고로가 찍어 내리는 본모습의 여배우 시리즈 그 1 호조마키 카와카미류(溜池ゴローが撮り下ろす素顔の女優シリーズ その1 北条麻妃 川上ゆう-9월 24일, 패랭이 꽃)
- 너무 불쾌해 (いやらしすぎ10월 10일, 글로벌 미디어 엔터테인먼트)
- 격렬한 이라마치오 5명 공동 출연 180분 SP(激イラマチオ5人共演180分SP-10월 13일, 무디즈)
- 치녀 페라 최강 왕좌 결정전 2010 (痴女フェラ最強王座決定戦2010-10월 15일,Million)
- 유부녀 질내사정 팬티 스타킹(人妻中出しパンティーストッキング-10월 19일,옐로우)
- 호조마키 너무 부끄러운 처음이자 마지막의 배설(北条麻妃 恥ずかしすぎる最初で最後の排泄-10월 21일,SOD 클리에 실)
- 어두운 곳에서 숙녀는 메스에 걸린다!(暗闇で淑女はメスになる!-10월 21일,AROUND)
- 호조마키의 유부녀 레즈비언 헌팅(北条麻妃の人妻レズナンパ-10월 25일,마돈나)
- 정액 1200 연발의 세례(ザーメン1200連発の洗礼-10월 25일,마돈나)
- 음란 아내의 일상 본능 노출 오후 아내의 하반신 (淫ら妻の日常 本能むき出し昼下がり妻の下半身-11월 7일,모모타로우 영상 출판)
- 진짜 아마추어택에 방문! 동정씨를 호조마키가 붓내림(ホンモノ素人宅に訪問！童貞くんを北条麻妃が筆おろし-11월 4일, 그로리크에스트)
- 숙녀 레즈비언미숙녀 레즈비언(熟女レズ 美熟女レズビアン-11월 10일,글로벌 미디어 엔터테인먼트)
- 흰색 채찍미숙녀 사냥 (シロムチ美熟女狩り-1월 12일,LEO)
- 베로츄를 맛봐라! ベロチューを味わえ!-(11월 18일,AROUND)
- AV여배우 양성소 (AV女優養成所11월 19일, ROOKIE)
- 증간 격렬미숙녀 Vol.2 음란숙녀의 극화적 SEX와 음어 (増刊激烈美熟女Vol.2 淫乱熟女の劇画的SEXと淫語-11월 25일,마돈나)
- 페라 코레숙녀편 VIII (フェラコレ熟女編 VIII-11월 25일,하야부사 에이전시)
- 침범 자고 있는 여자를 마구 손대어 , 마구 얕봐 , 이카세 걸어, 샤인 체하게 한 걸어…(寝犯 寝てる女を触りまくり、舐めまくり、イカセまくり、シャぶらせまくり…-12월 2일,그로리크에스트)
- 마마의 리얼 성교육 6(ママのリアル性教育 6-12월 16일,그로리크에스트)
- 근친상간어머니와 아들의 육욕 교미(近親相姦 母と息子の肉欲交尾-12월 16일,센터 빌리지)
- 마돈나 7주년 기념 작품 일곱 명의 단지아내 부인회장 선거와 속옷 도둑대소동 (マドンナ7周年記念作品 七人の団地妻 ～婦人会長選挙と下着泥棒大騒動～-12월 25일,마돈나)

### 호조 마키(北条麻妃) 명의
- 유혹, 여교사. 호조 마키(誘惑、女教師。 北条麻妃-4월 15일,드림 티켓)
- 형수 노예 ~잊을 수 없는 기억~(兄嫁奴隷 〜忘れられない記憶〜,4월 16일,다카라 영상)
- 「숙녀의 입은 더 거짓말한다.」성숙한 암컷의 서화집 #044(「熟女の口はもっと嘘をつく。」 熟雌女anthology #044-4월 17일,아우다스재팬)
- 호조마키의 스위밍 교실(北条麻妃のスイミング教室-4월 18일,아키노리)
- 너무 사랑하는 마마 호조마키(溺愛ママ 北條麻妃-4월 19일,도그마)
- 40대 아줌마 나카다시(アラサーヒトヅマ ドット ナカダシ Mrs. 32age NAKA-DASHI-5월 1일,그레이즈　DOT-007)
- 비서 in…[협박 스위트룸] Secretary Maki(30)(秘書in…[脅迫スイートルーム] Secretary Maki-5월 15일,드림티켓 VDD-035)
- 잘 나가는 여자는, 유두를 비튼다(デキる女は、乳首を責める-5월 15일,워프 엔터테인먼트)
- 흐트러지는 유부녀 호조마키(乱れる人妻 北条麻妃-5월 22일 패랭이꽃)
- 여의사와 간호부장의 금단 레즈비언 호시유우노 호조마키(女医と婦長の禁断レズビアン 星優乃 北条麻妃-6월 1일 무디즈)
- 나의 아내와 너의 아내 어느 쪽이 변태인가 시험하지 않겠는가 호조마키 아사쿠라 아야네(俺の妻とお前の妻どっちが変態か試さないか 北条麻妃 浅倉彩音-6월 4일,다카라 영상)
- 수려한 젊은 아내의 온몸에 숨겨진 욕망(秀麗若妻の総身に隠された欲望-6월 4일,히비노)
- 동정 사냥 호조 마키(童貞狩り 北条麻妃-6월 5일,워프 엔터테인먼트)
- 처음이자 마지막의 논픽션 섹스(最初で最後のノンフィクションセックス-6월 13일,백화 미인)
- 유부녀치열여행 호조마키(人妻恥悦旅行 北条麻妃-6월 18일,그로리크에스트)
- 미숙녀 붕괴 본이키 호조마키(美熟女崩壊 本イキ 北条麻妃-6월 19일,도그마)
- 최면 붉은 DX 22 슈퍼 mc편(催眠 赤 DX 22 スーパーmc編-6월 19일,아우다스쟈판)
- 최면 붉 DX 22 문서편(催眠 赤 DX 22 ドキュメント編-6월 19일,아우다스쟈판)
- 예쁜엉덩이씨 승마체위(美尻奥さま騎乗位狂い-7월 2일,다카라 영상)
- BEST HIT DREAM TICKET 2009년 드림 티켓 상반기 총집편 THE 4시간-7월 5일,드림 티켓)
- 입원아내 마키의 슬픔(入院妻 麻妃の憂い-7월 7일,마돈나)
- 초음란 엉덩이 마키호조 타카사카 호나미(超淫尻 北条麻妃 高坂保奈美-7월 9일,아키노리)
- 고압적인 자세의 여교사 능욕 정액 투성이 호조마키(高飛車女教師 陵辱精液まみれ 北条麻妃-7월 9일,히비노 HIBINO HBAD-098)
- 요염숙녀의 쾌락음어를 꾸짖어(妖艶熟女の快楽淫語責め-월 13일-AVS)
- 나의 돼지같음을 봐 주세요(わたしの豚ヅラ、見てください-7월 15일,워프 엔터테인먼트)
- 아파트촌 아내 레즈비언 2(団地妻レズビアン2-7월 19일,안나와 하나꼬)
- 계모는 매저키스트(義母さんはマゾ-7월 19일,크로스)
- 「바보」여배우 호조마키(「痴」女優 北条麻妃-8월 5일,워프 엔터테인먼트)
- 페라 코레 특별편 3시간 통째로 W페라(フェラコレ 特別編 3時間まるごとWフェラ-8월 15일,하야부사 에이전시)
- 일격!! 혀위에 발사 2(一撃!!舌上発射 2-8월 15일,워프 엔터테인먼트)
- 유부녀의 페라 2(人妻のフェラ2-8월 17일,Nadeshiko)
- 직장내괴롭힘 레즈비언 사장과 미인 비서(パワハラいぢめレズビアン女社長と美人秘書-8월 19일,안나와 하나꼬)
- 숙자위·편집증(熟オナニー・パラノイア-8월 19일 도그마)
- 숙녀 파견 센터(熟女派遣センター,8월 20일,아키노리)
- 속 친구의 엄마 호조마키(続 友達の母親 北条麻妃-8월 20일,센터 빌리지)
- 사과음어(謝り淫語-9월 1일,MOODYZ)
- MOODYZ 2009년 상반기 BEST100 타이틀 8시간(MOODYZ2009年上半期BEST100タイトル8時間-9월 1일,MOODYZ)
- 호조마키 30세(北条麻妃 30歳-9월 1일,VENUS)
- 「베테랑의 입은 더 거짓말한다.」농익은 암컷 서화집 스페셜 ＃015(「大御所の口はもっと嘘をつく。」 熟雌女anthology special ＃015-9월 4일 아우다스쟈판　PSSD-155)
- 요염미인아내와 강도강간마(妖艶美人妻と強盗強姦魔-9월 5일,히비노)
- 아파트촌 아내의 슬픔 제 15장(団地妻の憂い 第15章-9월 5일,아이에나지 IESP-506)
- 농익은 사랑 핑크(熟愛 インケイジュ-9월 5일,워프 엔터테인먼트)
- 보는 스포! 호조마키(みるスポ! 北条麻妃-9월 7일, 보는 응♪)
- 범해진 형수 호조마키(犯された義姉 北条麻妃-9월 7일,마돈나)
- 예비 최면 SP6(予備催眠 SP-9월 18일,아우다스재팬 PSSD-156)
- 레즈비언 베스트 커닐링구스 총편집(レズビアンベストクンニリングス総集編-9월 19일,안나와 하나꼬 ANHD-003)
- 배덕의 아파트촌 아내 오후의 하반신 사정 호조마키(背徳の団地妻 昼下がりの下半身事情 北条麻妃-10월 7일,마돈나)
- 손자극클리닉 10 (手コキクリニック 10-10월 8일,SOD 클리에 실)
- 시추에이션 드라마 최면5(シチュエーションドラマ催眠 5-10월 9일.아우다스쟈판　PSSD-157)
- 비일상적 기절 유희 스위밍 레슨을 받는 사모님, 마비의 경우(非日常的悶絶遊戯 スイミングレッスンを受ける奥様、麻妃の場合-10월 13일,AVS　DPHN-112)
- 스튜어디스·이라마치오 호조마키(スチュワーデス・イラマチオ 北条麻妃-10월 15일,워프 엔터테인먼트　CEN-016)
- 망신살 뻗은, 미인 여교사 정자받이 호조마키(貶められて、美人女教師精子漬け 北条麻妃-10월 19일,CROSS CRPD-320)
- 누구에게도 말할 수 없는 금단의 레즈비언 사랑하는 친구의 마마에게 사랑받아… (誰にも言えない禁断のレズ恋愛 親友のママに愛されて…-11월 5일, 디프스)
- 여체성학대 남편앞에서 질내사정 능욕 호조마키(女体性虐史 夫の前で中出し陵辱 北条麻妃-11월 5일,히비노　HAVD-627)
- 땀투성이가 되어 허리를 흔들고 싶은 호조마키(1汗だくで腰を振りたくて 北条麻妃-1월 13일, 백화 미인　HHK-074)
- 35세의 ○교 2학년 호조마키의 불결한 몸에 부모와 자식만큼 나이차이나는 남자 고○생이 모인다(35歳の○校2年生 北条麻妃のいやらしい体に親子ほど年の離れた男子高○生が群がる -11월 19일,SOD 클리에 실)
- 여자 아나운서에 얼굴에 사정하기! 스페셜(女子アナに顔射!ごっくんスペシャル-12월 5일 ,ROCKET)
- 여자 사장과 미인 비서 심야의 밀실 레즈비언 조교(女社長と美人秘書 深夜の密室レズ調教-12월 19일,LADY×LADY)
- 소금샤워 농염한 젊은 여자의 소변이 보여 Vol.2(1ソルトシャワー 熟若女のおしっこみせて Vol.2-2월 19일,게로니아/망상족)

- 물총 3D 치녀 아내3 자매 이야기(潮吹き3D 痴女妻三姉妹物語-1月20日,넥스트 일레븐)
- 할머니와 엄마와 박대근친상간 손자! 아들! 몹시 사랑한 시어머니의 치열쟁탈전(おばあちゃんとお母さんと僕 大近親相姦 孫!息子!溺愛嫁姑の熾烈なちんたま争奪戦-1월 20일,센터 빌리지)
- 자각 펠라치오 (めざましフェラチオ-1월 20일,그로리크에스트) 옴니버스 작품외 다수 출연
- 환각의 엄마 아들을 마구 희롱하는 음란어머니의 배덕 일기(幻母 息子を翻弄しまくる淫乱母の背徳日記-2월 1일,VENUS)
- 근친상간 맨털보의 어머니(近親相姦 マン毛ボーボーの母-2월 3일,센터 빌리지)
- 아마추어 참가 기획! 동경의 호조마키씨에게 동정 졸업시켜 주지 않겠습니까?(素人参加企画!憧れの北条麻妃さまに童貞卒業させてもらいませんか?-2월 15일,완즈 팩토리)
- 음란한말 질내사정 소프 17(淫語中出しソープ 17-2월 25일, AVS)

### 이미지 비디오
- Ripe woman -（2006년10월20일）

## 서적
- 증간 시라이시 사유리 - 영상 DVD 첨부의 사진집 무크(増刊 白石さゆり - 映像DVD付きの写真集ムック-2007년 1월 22일, 지오티 발매)
- 「진실·칼럼 100인 파헤치기·시라이시 사유리 어른의 달콤한 숨결」(「真・コラム百人斬り・白石さゆり大人の甘い吐息」-BREAKMax - 코어 매거진)
- AV퀸이 쓴 CD 첨부 관능 소설 Ki-Mo-Chi-i-i(AVクイーンが書いて読んでイカせるCD付官能ノベル Ki-Mo-Chi-i-i,2009년 3월 23일, 토쿠마 서점, ISBN 4-19-862700-2)

## 가려진 사생활
데뷔시 출생일을 1974년 3월 26일생으로 명시하였으나, 개명과 동시에 출생일을 1978년 12월 21일로 변경하였다. 데뷔작품의 작중 인터뷰에서 17세 연상의 사업가 남편이 있으며 슬하에 자녀가 없다는 신상을 밝히고 있으나 업계의 속성상 실상과 부합하지 않는다는 것이 중론이다.